# Thành Tử Hà
Thành Tử Hà (chữ Hán giản thể: 城子河区, âm Hán Việt: Thành Tử Hà khu) là một quận thuộc địa cấp thị Kê Tây, tỉnh Hắc Long Giang, Cộng hòa Nhân dân Trung Hoa. Quận Thành Tử Hà có diện tích 181 km², dân số 150.000 người. Mã số bưu chính của quận Thành Tử Hà là 158170. Quận Thành Tử Hà được chia thành 5 nhai đạo, 1hương. 
- Nhai đạo biện sự xứ: Thành Tử Hà, Thành Tây, Chính Dương, Hạnh Hoa, Đông Hải.
- Hương: Trường Xuân.